# Supersubmarina
Supersubmarina est un groupe de rock indépendant espagnol, originaire de Baeza, Province de Jaén. Il est formé par José Chino (chant, guitare), Jaime (guitare spolo), Pope (basse) et Juanca (batterie et percussions).

## Biographie

### Débuts
L'idée de former un groupe émerge en 2005, lorsqu'ils commencent à jouer simplement pour le plaisir et dans des conditions très précaires. À ses tout débuts, le groupe joue un morceau imitant le bruit de la mer, d'où le nom Supersubmarina. En février 2011, l'Academia de las Artes y las Ciencias de la Música décide de nommer Supersubmarina pour la chanson XXI pour un prix de la musique.
Ce n'est qu'en 2008 qu'ils commencent à donner forme à Cientocero, leur premier EP, publié le 16 décembre en format numérique. Il se compose de quatre chansons auto-produites. Les morceaux traitent des problèmes quotidiens et des relations personnelles, mais ils le font avec leur propre langage. Un autre EP est publié en 2009, Supersubmarina. Il comprend quatre autres morceaux, dont certains apparaîtront dans leur premier album. En 2009, apparaissent sur l'album Juntos por el Sáhara dans lequel ils interprètent Chas! y aparezco a tu lado avec l'actrice argentine Sabrina Garciarena. L'album est publié par Sony Music sous le titre X 1 FIN.

### ElectroviraletRealimentación
Au début de l'année 2010, Supersubmarina signe un contrat avec le label Sony Music pour la sortie de son premier album. Intitulé Electroviral, il rassemble 13 morceaux, dont certains apparaissent dans leur dernier EP. Sans beaucoup de publicité, le groupe devient parmi les meilleurs de l’indie espagnol, jouant sur scène avec des groupes de renom tels que Pereza, Vetusta Morla, Russian Red, Iván Ferreiro, Sidonie, Sidecars et Marlango.
En mai 2011, sort Realimentación, toujours chez Sony Music, troisième EP du groupe, qui est une continuité de Electroviral, maintenant le style énergique des chansons et constitue un pas de plus pour que le groupe, qui se réaffirme sur la scène musicale espagnole.
Les nouveaux morceaux sont présentées en direct à Bilbao, au Kafé Antzokia, et le groupe continue sa présentation à travers différentes salles et festivals. En juin, les créateurs français de La Blogothèque choisissent Supersubmarina, pour tourner un clip vidéo lors de la troisième édition du Festival Internacional de Videoclips en Comunidad Camon (FIVECC). En septembre, le groupe présente le clip du premier single de Realimentación, Pu*a vida, en s'appuyant sur le réalisateur Luis Germanó. Après la tournée estivale qui les mène à travers l'Espagne, Supersubmarina continue de présenter son album lors de sa tournée automne/hiver. 

### Santacruz

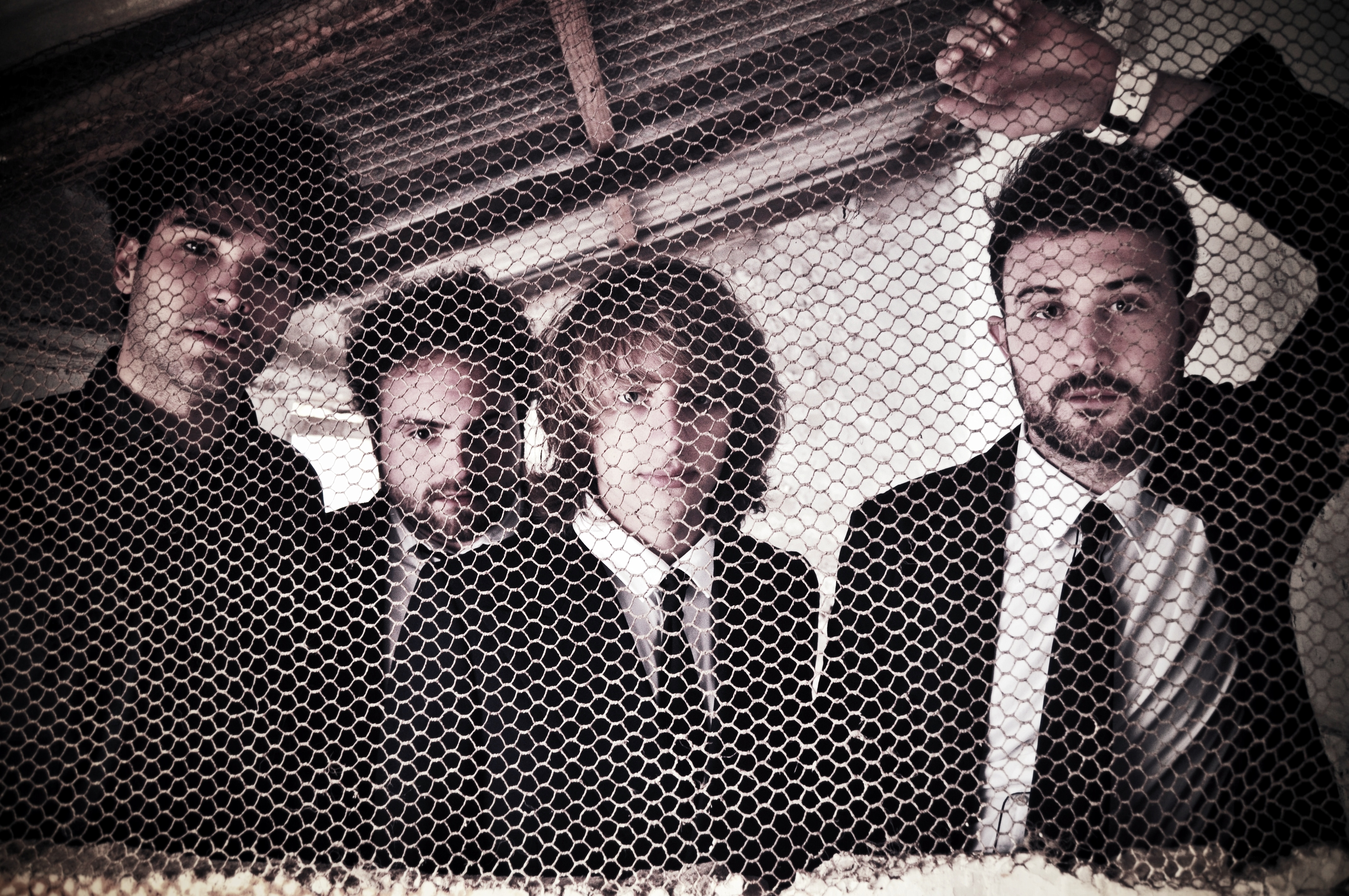
De gauche à droite : Chino, Pope, Jaime, et Juanca.

Durant Noël 2011, le groupe se consacre à la mise en page des morceaux qui constitueront son prochain album Santacruz. L'album est publié le 22 mai 2012, en entre à la troisième place des albums les plus vendus en Espagne. Il est présenté en direct sur tout le territoire espagnol. La même année, Supersubmarina reçoit le Cuchara de Palo 2011. Entre-temps, José Chino et Jaime jouent au concert la chanson Vigilia de l'album Hostal Pimodan de Lori Meyers à la discothèque Joy Eslava.
Supersubmarina entre le lundi 13 février aux studios Laviña, à Baeza, pour enregistrer ce qui sera son deuxième album studio. Ils composent onze nouveaux morceaux, écrits au cours de la dernière année. La production est assurée par Tony Doogan, ingénieur-son et producteur écossais qui a enregistré et produit des groupes tels que Belle and Sebastian, Teenage Fanclub, Mogwai, Hefner, et Mojave 3. Les deux dernières semaines passent au mixage à Glasgow, au Royaume-Uni, aux studios Castle of Doom, et masterisé au Sterling Sound de New York par Steve Fallone.
Supersubmarina publie En mis venas, le 24 avril en format numérique, premier single de son nouvel album qui, avec le morceau Santacruz, le 22 mai 2012. Avec ce single, le groupe atteint la première place des ventes iTunes. Entre l'album et la prochaine tournée, le groupe accueille un nouveau membre, le claviériste et chanteur Javier Serrano.

### Viento de cara
Au début de 2014, le groupe annonce son arrivée en studio pour enregistrer ce qui sera son troisième album. Le 23 juin la même année, le groupe sort le premier single, Hasta que bleren, et révèle le titre de son nouvel opus, Viento de cara. Au cours de l'été 2014, ils sortent deux autres singles, Arena y sal (accompagné de son clip) et Enemigo yo. Enfin, l'album sort le 23 septembre et comprend 11 morceaux sur format physique, et sur des plateformes musicales telles que iTunes, Deezer, et Spotify.
Le 6 septembre 2015, Supersubmarina participe au Gibraltar Music Festival avec Kings of Leon, Kaiser Chiefs, Madness, Duran Duran, Paloma Faith et Estopa ; le 26 du même mois, ils participent à la première édition du festival Los Cerros Sound Festival d'Úbeda,,.
À l'été 2016, ils sont contraints de suspendre leur tournée en soutien à leur album en raison d'un accident de la route survenu le 14 août la même année, qui s'est terminé avec tous ses membres à l'hôpital. Juanca devient le dernier membre à quitter l’UCI (unidad de cuidados intensivos), pour s’installer à l’usine le 29 septembre 2016.

## Discographie
- 2008 : Cientocero (EP)
- 2009 : Supersubmarina (EP)
- 2010 : Electroviral
- 2011 : Realimentación (EP)
- 2012 : Santacruz
- 2014 : Viento de cara